# Omloop van de Braakman
L'Omloop van de Braakman est une course cycliste néerlandaise disputée au mois d'avril à Philippine, et plus particulièrement dans la réserve naturelle Braakman, en province de Zélande. Créée en 1970, cette épreuve  emprunte notamment plusieurs chemins pavés sur son parcours. 
Depuis 2016, le Circuit fait calendrier de la Topcompetitie, qui regroupe les principales courses du calendrier national néerlandais,. Le Néerlandais Toine van den Bunder détient le record de victoires sur cette épreuve, avec trois succès obtenus dans les années 1970.

## Palmarès
| Année | Vainqueur                   | Deuxième             | Troisième                 |
| ----- | --------------------------- | -------------------- | ------------------------- |
| 1970  | Wim Bravenboer (de)         | Jan Aling (nl)       | Ben Jurriaans             |
| 1971  | Charles de Smit             | Sjef van de Burgh    | Klaas Balk                |
| 1972  | Cees van Dongen             | Cees Priem           | Jan Raas                  |
| 1973  | Gaby Minneboo               | Toine van den Bunder | Aad van den Hoek          |
| 1974  | Jules Bruessing             | Jan Raas             | Toine van den Bunder      |
| 1975  | Toine van den Bunder        | Jules Bruessing      | Wilhelm van Helvoirt      |
| 1976  | Toine van den Bunder        | Adri van Houwelingen | Michel Jacobs             |
| 1977  | Martin Havik                | Antoon van der Steen | Leo van Vliet             |
| 1978  | Toine van den Bunder        | Peter Gödde          | Ton ter Harmsel           |
| 1979  | Peer Maas                   | Jan van Tilborg      | Peter Gödde               |
| 1980  | Berry Zoontjens             | Theo Hogervorst (en) | Gino Ammerlaan            |
| 1981  | Peer Maas                   | Henk Havik           | Johan Lammerts            |
| 1982  | Bert Wekema (de)            | Peter Hoondert       | Nico Verhoeven            |
| 1983  | Dries Klein                 | Bart van Est (en)    | Cornelis Heeren           |
| 1984  | Theo Appeldoorn             | Reinier Valkenburg   | Wim van Kooten            |
| 1985  | Gert Jakobs                 | Wim Meijer           | Patrick van Passel        |
| 1986  | Frank Pirard                | Anjo van Loon        | Rob Peters                |
| 1987  | Tommy Post                  | Angelo Polvorosa     | Johan Melsen              |
| 1988  | John de Crom                | Tonnie Akkermans     | Jannes Slendebroek        |
| 1989  | Maarten den Bakker          | Rob Mulders          | John den Braber           |
| 1990  | Theo Akkermans (nl)         | Erik Stroombergen    | John Leys                 |
| 1991  | Patrick van Passel          | Tonnie Akkermans     | Wilfried Geijs            |
| 1992  | François Franse             | Ron Verwey           | John Leijs                |
| 1993  | John de Crom                | John de Hey          | Edward Farenhout          |
| 1994  | Mario van Vlimmeren (nl)    | Wilfried Geijs       | François Franse           |
| 1995  | Jeroen Hermes               | Dean Jones           | John den Braber           |
| 1996  | Mario van Vlimmeren (nl)    | Edward Farenhout     | Wilfried Geijs            |
| 1997  | Robert van der Donk         | François Franse      | Peter Mol                 |
| 1998  | François Franse             | Jurgen van Pelt      | Johan van Schaik          |
| 1999  | Jurgen van Pelt             | Herold Dat           | Camiel van den Bergh (nl) |
| 2000  | Marc van Grinsven           | William Berns        | Arnold Duinhouwer         |
| 2001  | Maint Berkenbosch (nl)      | Ferry van Heeswijk   | Hans Dekkers              |
| 2002  | Sean Sullivan (nl)          | Nathan Clarke        | Heerko Gorter             |
| 2003  | Jurgen van Pelt             | Roy Curvers          | Cas Graafmans             |
| 2004  | Dennis Raadtgever           | François Franse      | Tom De Meyer              |
| 2005  | Jean-Pierre Verstraten      | Marc van Grinsven    | Malaya van Ruitenbeek     |
| 2006  | Edward Farenhout            | Dirk van Dam         | Martijn Stougje           |
| 2007  | Arno Hartog                 | Job Vissers          | Arthur Farenhout          |
| 2008  | Marc van Grinsven           | Johan Berk           | Jeroen Boelen             |
| 2009  | André van Reek              | René Hooghiemster    | Peter van Dijk            |
| 2010  | Geert van der Weijst        | Johnny van Diermen   | Jan Bos                   |
| 2011  | Bram de Kort (en)           | Tim Nederlof         | Geert van der Weijst      |
| 2012  | Dimitri Claeys              | Glenn De Ridder      | Roy van Heeswijk          |
| 2013  | Christophe Van Cauwenberghe | Owain Doull          | Oliver Naesen             |
| 2014  | Jurriën Bosters             | Michiel Dieleman     | Daan Meijers              |
| 2015  | Frederik Frison             | Adrie Lindeman       | Hayden McCormick          |
| 2016  | Coen Vermeltfoort           | Elmar Reinders       | Jan-Willem van Schip      |
| 2017  | Adriaan Janssen             | Tijmen Eising        | Luuc Bugter               |
| 2018  | Rick van Breda              | Peter Schulting      | Rick Ottema               |
| 2019  | pas de course               | pas de course        | pas de course             |
| 2020  | Coen Vermeltfoort           | Rick Pluimers        | Arne Marit                |
| 2021  | Roel van Sintmaartensdijk   | Jarno Mobach         | Timo de Jong              |
| 2022  | Roel van Sintmaartensdijk   | Marien Bogerd        | Timo de Jong              |
| 2023  | Max Kroonen                 | Rick Ottema          | Stijn Daemen              |
| 2024  | Max Kroonen                 | Guillaume Visser     | Timo de Jong              |
| 2025  | Meindert Weulink            | Rick Ottema          | Michiel Coppens           |